# Zerrissen
Zerrissen ist ein Lied der deutschen Band Juli. Es erschien im Oktober 2006 auf ihrem zweiten Album Ein neuer Tag und wurde im April 2007 als Single ausgekoppelt.

## Veröffentlichung und Chartplatzierungen
Wie alle Songs des Albums wurde Zerrissen im Mohrmann-Studio in Bochum aufgenommen, wo die Band von November 2005 bis Juli 2006 an dem Album arbeitete. Nach Dieses Leben (September 2006) und Wir beide (Dezember 2006) war es die dritte Singleauskopplung aus diesem Album. Vor Veröffentlichung der Single spielte die Band das Lied unter anderem als musikalischer Gast in der Sat.1-Sendung Schillerstraße vom 20. April 2007. Am 22. April 2007 absolvierten die Musiker – nach Angaben von Universal als erste deutsche Band – einen virtuellen Talkshowauftritt in der Sendung LIFE 4U im Netzwerk Second Life, für den die fünf Bandmitglieder als Avatare nachgebildet wurden.
Die Single Zerrissen erschien als Standard- sowie als 2-Track-Version:
| #  | Titel                                            | Spiel- dauer |
| -- | ------------------------------------------------ | ------------ |
| 1. | Zerrissen (Album Version)                        | 3:22         |
| 2. | Zerrissen (Ich + Ich Remix)                      | 3:26         |
| 3. | Zerrissen (N.O.H.A. Nach so vielen Jahren Remix) | 5:11         |
| 4. | Zerrissen (Console + Micha Acher Remix)          | 7:11         |
| 5. | Juli – Desktop-Player                            | —            |

| #  | Titel                       | Spiel- dauer |
| -- | --------------------------- | ------------ |
| 1. | Zerrissen (Album Version)   | 3:22         |
| 2. | Zerrissen (Ich + Ich Remix) | 3:26         |

Die Downloadversion bei iTunes erschien mit einem exklusiven weiteren Remix:
| #  | Titel                                            | Spiel- dauer |
| -- | ------------------------------------------------ | ------------ |
| 1. | Zerrissen (Album Version)                        | 3:22         |
| 2. | Zerrissen (Ich + Ich Remix)                      | 3:26         |
| 3. | Zerrissen (N.O.H.A. Nach so vielen Jahren Remix) | 5:11         |
| 4. | Zerrissen (Console + Micha Acher Remix)          | 7:11         |
| 5. | Zerrissen (N.O.H.A. Dunkel Grün Remix)           | 6:01         |

In den deutschen Charts stieg das Lied am 11. Mai 2007 auf Platz 15 ein, was zugleich die Höchstposition darstellte, und konnte sich 13 Wochen lang bis Anfang August 2007 in den Charts halten. Damit gehört Zerrissen in den deutschen Charts zu den erfolgreichsten Singles von Juli; nur Perfekte Welle (2004; Platz 2), Dieses Leben (2006; Platz 5) und Elektrisches Gefühl (2010; Platz 12) konnten sich höher platzieren. In Österreich, wo das Lied ebenfalls am 11. Mai in die Charts einstieg, gelang die Höchstposition erst am 3. und 10. August mit Platz 22. In der Schweiz erreichte das Lied keine Chartsnotierung.
| ChartsChartplatzierungen | Höchstplatzierung | Wochen |
| ------------------------ | ----------------- | ------ |
| Deutschland (GfK)        | 15 (13 Wo.)       | 13     |
| Österreich (Ö3)          | 22 (25 Wo.)       | 25     |

## Musikvideo
Das offizielle Musikvideo zu Zerrissen wurde am 8. März 2007 in Berlin gedreht. Als Gastdarsteller ist der Schauspieler Hendrik Borgmann zu sehen. Der größte Teil des Videos spielt in der Kulisse eines Gebäudes mit verschiedenen aneinander grenzenden Räumen. Zu Beginn sitzen Sängerin Eva Briegel und Borgmann im selben Raum, ohne einander zu beachten; dann steht Eva Briegel auf und geht ins Nebenzimmer. Von da an sind beide Hauptfiguren nie mehr gemeinsam in einem Raum zu sehen, sondern verpassen sich stets, wenn einer von beiden den Raum wechselt; ansonsten sieht man sie meist mit nachdenklicher Miene auf dem Bett oder am Fenster. Dazwischen sieht man mehrfach einen Raum, in dem die übrigen Juli-Bandmitglieder mit Tätigkeiten wie Fernsehen und Schachspielen beschäftigt sind. Am Ende schlägt Briegel ein Loch in eine Wand und klettert hindurch; als sie sich umdreht, sieht sie hinter sich eine grüne Landschaft. Sie betritt die Landschaft und findet sich allein auf einer Wiese mit einem kahlen Baum wieder.

## Mitwirkende
| - Eva Briegel: Gesang - Andreas „Dedi“ Herde: Bass - Jonas Pfetzing: Gitarre - Simon Triebel: Gitarre - Marcel Römer: Schlagzeug - Dave Anderson: Klavier, Keyboard - Roland Peil: Percussion - Peter Hinderthür: Streicher - Olaf Opal: Produktion - Oli Zülch: Engineering - Michael Ilbert: Abmischung | - Adel Tawil, Annette Humpe, Console, Florian Fischer, Jochen Eickenberg, Micha Acher, Philip Noha, Sebastian Kirchner: Remixe - Michael Peterson, Sven Sindt: Bandfotos - Universal Music Domestic Division: Musiklabel - Island Records: Musiklabel - EMI Music Publishing: Musikverlag - Miraphon Management: Künstlermanagement - Mohrmann-Studio, Bochum: Tonstudio - Maratone Studios, Stockholm: Abmischung - Aquarium, Berlin: Remixe - Hort: Artwork |